# Shine On Harvest Moon
Shine On Harvest Moon (ook geschreven als Shine On, Harvest Moon) is een lied dat werd gemaakt door het Amerikaanse vaudevilleduo Nora Bayes en Jack Norworth. Norworth schreef de tekst en Bayes hoofdzakelijk de compositie. In 1908 werd het lied voor het eerst live uitgevoerd op de New Yorkse revue de Ziegfeld Follies, waar het een groot succes bleek te zijn. Shine On Harvest Moon wordt beschouwd als onderdeel van de destijdse reeks Tin Pan Alley-liederen met de Maan als thema; in dit geval de oogstmaan.

Het lied groeide uit tot een klassieker in de muziek van de 20e eeuw en wordt beschouwd als een blues- en jazzstandard. Het werk is door tal van artiesten gecoverd. 

## Media
Het lied wordt in vele films gebruikt, waaronder The Great Ziegfeld, Achter de Tuinmuur, The Flying Deuces en Titanic. Ook in het computerspel BioShock Infinite wordt het lied gebruikt.

## Songtekst
Eerste couplet

The night was mighty dark so you could hardly see

For the moon refused to shine

Couple sittin' underneath a willow tree

For love they did pine

Little maid was kinda 'fraid of darkness

So she said: "I guess I'll go"

Boy began to sigh, looked up at the sky

And told the moon his little tale of woe

Refrein

Oh, shine on, shine on harvest moon

Up in the sky

I ain't had no lovin'

Since January, February, June or July

S'no time, ain't no time to stay

Outdoors and spoon

So shine on, shine on harvest moon

For me and my gal

Tweede couplet

I can't see why a boy should sigh when by his side

Is the girl he loves so true?

All he has to say is: "won't you be my bride?

For I love you?

Why should I be tellin' you this secret

When I know, that you can guess"

Harvest moon will smile

Shine on all the while

If the little girl should answer "yes"